# Milford (New Jersey)
Pour les articles homonymes, voir Milford.
Milford est une municipalité américaine située dans le comté de Hunterdon au New Jersey.

## Géographie
Milford est situé sur les rives du Delaware. La municipalité s'étend sur 1,23 mille carré (3,19 km2) dont 0,08 mille carré (0,21 km2) d'étendues d'eau.
| Holland Township                  | Holland Township                  | Holland Township    |
| Bridgeton Township (Pennsylvanie) | Milford                           | Holland Township    |
| Bridgeton Township (Pennsylvanie) | Bridgeton Township (Pennsylvanie) | Alexandria Township |

## Histoire
La localité est fondée au milieu du XVIIIe siècle lors de la construction d'un moulin (en anglais : mill). Elle est un temps appelée Burnt Mills (« les moulins brûlés ») après l'incendie du moulin en 1769, puis prend le nom de Millford au début du XIXe siècle. Son nom perd deuxième « l » vers 1844.
Milford devient un borough indépendant du township de Holland le 15 avril 1911.

## Démographie
Lors du recensement de 2010, la population de Milford est de 1 233 habitants.